# Rhinocorynura difficillima
Rhinocorynura difficillima är en biart som först beskrevs av Adolpho Ducke 1906.  Rhinocorynura difficillima ingår i släktet Rhinocorynura och familjen vägbin. Inga underarter finns listade i Catalogue of Life.